# Quintus Castricius Manilianus
Quintus Castricius Manilianus war ein im 2. Jahrhundert n. Chr. lebender Angehöriger des römischen Ritterstandes (Eques).
Durch ein Militärdiplom ist belegt, dass Manilianus um 148/153 Kommandeur der Cohors I Cilicum war, die zu diesem Zeitpunkt in der Provinz Moesia inferior stationiert war. Als das Diplom erstellt wurde, hatte er das Kommando über die Einheit aber bereits abgegeben (cui praefuit); ein Nachfolger war zu diesem Zeitpunkt noch nicht ernannt worden. Manilianus stammte aus Carthago.